# لوتئوفورول
لوتئوفورول (به انگلیسی: Luteoforol) با فرمول شیمیایی C۱۵H۱۴O۶ یک ترکیب شیمیایی با شناسه پاب‌کم ۴۴۰۸۳۴ است. که جرم مولی آن ۲۹۰٫۲۶ g/mol می‌باشد. 